# マタイヴァ空港
マタイヴァ空港 （Mataiva Airport）(IATA: MVT, ICAO: NTGV) は、フランス領ポリネシアのマタイヴァ島にある空港であり、マタイヴァ島唯一の村であるパフア（Pahua）の西に位置している。1999年に建設され 、2021年には10,000人を超える利用者があった.。

## 就航路線
| 航空会社   | 就航地                           |
| ---------- | -------------------------------- |
| エアタヒチ | パペーテ, ランギロア, アルトゥア |